# Taillebourg (Charente-Maritime)
Taillebourg település Franciaországban, Charente-Maritime megyében. Lakosainak száma 782 fő (2022. január 1.). Taillebourg Annepont, Le Douhet, Grandjean, Juicq, Port-d’Envaux, Saint-Savinien, Saint-Vaize és Saint-Hilaire-de-Villefranche községekkel határos.

## Népesség
A település népessége az elmúlt években az alábbi módon változott:
| Lakosok száma | 681  | 626  | 561  | 733  | 744  | 739  | 731  | 756  | 768  | 782  |
|               | 1968 | 1982 | 1990 | 2006 | 2013 | 2015 | 2017 | 2019 | 2020 | 2022 |